# Ron Kittle
Ronald Dale Kittle (Gary, Indiana, 5 de enero de 1958), más conocido como Ron Kittle, es un exjugador profesional estadounidense de béisbol que se desempeñó en la posición de jardinero izquierdo en las Grandes Ligas de Béisbol (MLB). Logró obtener el premio Novato del Año.

## Carrera
Kittle jugó como profesional cinco temporadas en Chicago White Sox (1982-1986), después pasó por varios equipos, New York Yankees (1986-1987), Cleveland Indians (1988), Chicago White Sox (1989-1990), Baltimore Orioles (1990), y finalmente, regresó a Chicago White Sox, donde jugó una temporada (1991), y fue el equipo en el que se retiró.

## Premios
En 1983, fue galardonado con el premio Novato del Año.